# Николето да Торино
Николето да Торино (на италиански: Nicoletto da Torino, на окситански: Nic(c)olet de Turin или Nicolez de Turrin; док. първа половина на XIII век), е пиемонтски менестрел и трубадур, вероятно от Торино, макар че според някои става въпрос за баща му. 

## Биография и творчество
Запазени са три негови тенсони с Жан д'Обюсон, Фоке дьо Роман и Юк дьо Сен Серк.
Николето вероятно е същият „Николет“, която се появява в списъка на жонгльорите в Li fol e.il put e.il filol – сервентеза от Аймерик дьо Пегиян, написана в двора на Маласпина, вероятно през 1220 г. или някъде там. Хронологично подобна идентификация може да се основава на останалите творби на Николето и съдържащите се в тях препратки. Въз основа на тенсона-та си с Фоке Николето очевидно е пътувал до Бургундия, където намира „груби“ хора и така се връща в Италия в двора на Биандрате.
Николето също разменя песни с Юк дьо Сен Серк, оплаквайки се, че Аделаида от Видалиана (сега Виадана) не е била посрещната с толкова почести, колкото Донела от Бреша и Селваджа (може би Селваджа д'Аурамала, дъщеря на Корадо I Маласпина). Тази тенсона обикновено се датира около 1225 г. , когато Селваджа, както се оказва, е била в разцвета на младостта си.